# Gran Premio motociclistico del Venezuela 1979
Il Gran Premio motociclistico del Venezuela fu il primo appuntamento del motomondiale 1979.

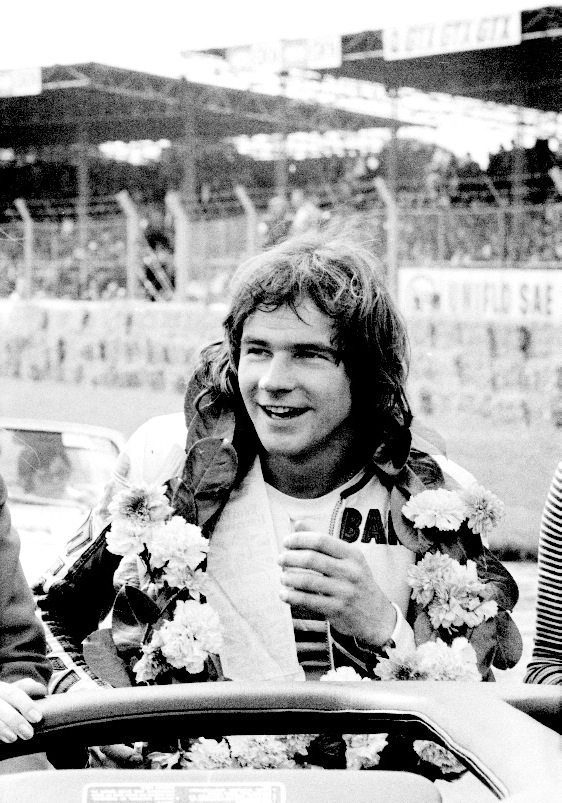
Il vincitore della 500 Barry Sheene

Si svolse il 18 marzo 1979 presso l'Autodromo Internacional de San Carlos di San Carlos alla presenza di oltre 15.000 spettatori, e corsero le classi 125, 250, 350 e 500.
In 500 Barry Sheene ebbe vita facile assente Kenny Roberts (infortunatosi durante dei test in Giappone) e ritirati Wil Hartog e Johnny Cecotto: al ritiro del venezuelano circa 5.000 spettatori lasciarono il circuito.
Nelle medie cilindrate spadroneggiò il team Venemotos dell'importatore venezuelano Yamaha: in 350 vinse Carlos Lavado davanti a Walter Villa, mentre nella quarto di litro fu il modenese (reduce da una travagliata stagione) a tagliare per primo il traguardo.
In 125 Ángel Nieto si lasciò inizialmente sorprendere da Thierry Espié: il duello durò sino a metà gara, quando lo spagnolo sorpassò il francese. Assenti il campione del mondo uscente della categoria Eugenio Lazzarini (caduto nelle prove del sabato) e Ricardo Tormo (la squadra Bultaco non partecipò al GP per problemi ai motori).

## Classe 500
16 piloti alla partenza.

### Arrivati al traguardo
| Pos. | Pilota            | Moto   | Tempo     | Punti |
| ---- | ----------------- | ------ | --------- | ----- |
| 1    | Barry Sheene      | Suzuki | 47' 52" 9 | 15    |
| 2    | Virginio Ferrari  | Suzuki | +18" 6    | 12    |
| 3    | Tom Herron        | Suzuki | +30" 9    | 10    |
| 4    | Franco Uncini     | Suzuki | +1' 34" 8 | 8     |
| 5    | Michel Rougerie   | Suzuki | +1 giro   | 6     |
| 6    | Roberto Pietri    | Suzuki | +1 giro   | 5     |
| 7    | Christian Sarron  | Yamaha | +1 giro   | 4     |
| 8    | Gerhard Vogt      | Suzuki | +2 giri   | 3     |
| 9    | Sergio Pellandini | Suzuki | +3 giri   | 2     |
| 10   | Dennis Ireland    | Suzuki | +3 giri   | 1     |

### Ritirati
| Pilota                | Moto   | Motivo ritiro             |
| --------------------- | ------ | ------------------------- |
| Johnny Cecotto        | Yamaha | perdita d'olio dal cambio |
| Giovanni Pelletier    | Suzuki | noie al motore            |
| Steve Parrish         | Suzuki | caduta                    |
| Wil Hartog            | Suzuki | caduta                    |
| Carlos de San Antonio | Suzuki | problemi al motore        |
| Mick Grant            | Suzuki | problemi al cambio        |

## Classe 350
34 piloti alla partenza.

### Arrivati al traguardo
| Pos. | Pilota                       | Moto     | Tempo     | Punti |
| ---- | ---------------------------- | -------- | --------- | ----- |
| 1    | Carlos Lavado                | Yamaha   | 46' 48" 4 | 15    |
| 2    | Walter Villa                 | Yamaha   | +15" 3    | 12    |
| 3    | Patrick Fernandez            | Yamaha   | +23" 5    | 10    |
| 4    | Kork Ballington              | Kawasaki | +28" 1    | 8     |
| 5    | Jon Ekerold                  | Yamaha   | +33" 8    | 6     |
| 6    | Christian Estrosi            | Kawasaki | +40" 0    | 5     |
| 7    | Éric Saul                    | Yamaha   | +1' 11" 9 | 4     |
| 8    | Vic Soussan                  | Yamaha   | +1' 22" 4 | 3     |
| 9    | Olivier Chevallier           | Yamaha   | +1' 25" 6 | 2     |
| 10   | Patrick Pons                 | Yamaha   | +1' 35" 7 | 1     |
| 11   | Eduardo Alemán               | Yamaha   | +1 giro   |       |
| 12   | Gregg Hansford               | Kawasaki | +1 giro   |       |
| 13   | Randy Mamola                 | Yamaha   | +1 giro   |       |
| 14   | Barry Woodland               | Yamaha   | +1 giro   |       |
| 15   | Fernando González De Nicolás | Yamaha   | +1 giro   |       |
| 16   | Marco Greco                  | Yamaha   | +3 giri   |       |
| 17   | Victorio Minguzzi            | Yamaha   | +4 giri   |       |
| 18   | W. Presuto                   | Yamaha   | +5 giri   |       |

### Ritirati
| Pilota            | Moto          | Motivo ritiro                                  |
| ----------------- | ------------- | ---------------------------------------------- |
| Ivan Palazzese    | Yamaha        |                                                |
| Franco Uncini     | Yamaha        | surriscaldamento del liquido di raffreddamento |
| C. Giroto         | Yamaha        |                                                |
| Walter Migliorati | Yamaha        | guasto all'impianto elettrico                  |
| Limberg Moreira   | Yamaha        |                                                |
| Antonio Mireles   | Yamaha        |                                                |
| Benigno Jull      | Yamaha        |                                                |
| Michel Rougerie   | Bimota-Yamaha |                                                |
| José Lazo         | Yamaha        |                                                |
| Chaparro          | Yamaha        |                                                |
| Antonio Piccioni  | Yamaha        |                                                |
| A. Goncalves      | Yamaha        |                                                |
| G. Rengifo        | Yamaha        |                                                |
| Pancrasio Catania | Yamaha        |                                                |
| Pascual Gómez     | Yamaha        |                                                |
| Carrillo          | Yamaha        |                                                |

## Classe 250
30 piloti alla partenza.

### Arrivati al traguardo
| Pos. | Pilota                       | Moto             | Tempo     | Punti |
| ---- | ---------------------------- | ---------------- | --------- | ----- |
| 1    | Walter Villa                 | Yamaha           | 46' 13" 5 | 15    |
| 2    | Kork Ballington              | Kawasaki         | +20" 6    | 12    |
| 3    | Vic Soussan                  | Yamaha           | +1' 14" 2 | 10    |
| 4    | Olivier Chevallier           | Yamaha           | +1' 18" 0 | 8     |
| 5    | Randy Mamola                 | Bimota-Adriatica | +1' 21" 5 | 6     |
| 6    | Éric Saul                    | Yamaha           | +1' 27" 3 | 5     |
| 7    | Gregg Hansford               | Kawasaki         | +1' 40" 5 | 4     |
| 8    | Maurizio Massimiani          | MBA              | +1 giro   | 3     |
| 9    | Chas Mortimer                | Yamaha           | +1 giro   | 2     |
| 10   | Fernando González De Nicolás | Yamaha           | +1 giro   | 1     |
| 11   | Andrès Perez Rubio           | Yamaha           | +1 giro   |       |
| 12   | Iván Troisi                  | Yamaha           | +1 giro   |       |
| 13   | Benigno Jull                 | Yamaha           | +1 giro   |       |
| 14   | Gianni del Carro             | Yamaha           | +1 giro   |       |
| 15   | Carlos Morante               | Yamaha           | +4 giri   |       |
| 16   | Edoardo Alemán               | Yamaha           | +4 giri   |       |

### Ritirati
| Pilota            | Moto       | Motivo ritiro      |
| ----------------- | ---------- | ------------------ |
| Carlos Lavado     | Yamaha     | caduta             |
| Christian Estrosi | Kawasaki   |                    |
| Graziano Rossi    | Morbidelli | rottura del motore |
| M. Herald         | Yamaha     |                    |
| H. Pacheco        | Yamaha     | caduta             |
| Patrick Fernandez | Yamaha     |                    |
| P. Rojas          | Yamaha     |                    |
| Alejandro Alemán  | Yamaha     |                    |
| José Lazo         | Yamaha     |                    |
| Michel Pradal     | Yamaha     |                    |
| Antonio Piccioni  | Yamaha     |                    |
| Edmar de Almeida  | Yamaha     |                    |
| Jorge Viegas      | Yamaha     |                    |
| Johnny Rodriguez  | Yamaha     |                    |

## Classe 125
26 piloti alla partenza.

### Arrivati al traguardo
| Pos. | Pilota                 | Moto       | Tempo     | Punti |
| ---- | ---------------------- | ---------- | --------- | ----- |
| 1    | Ángel Nieto            | Minarelli  | 45' 39" 3 | 15    |
| 2    | Thierry Espié          | Motobécane | +6" 1     | 12    |
| 3    | Maurizio Massimiani    | MBA        | +40" 6    | 10    |
| 4    | Patrick Hérouard       | Morbidelli | +58" 5    | 8     |
| 5    | Jean-François Lecureux | Morbidelli | +1' 12" 9 | 6     |
| 6    | Iván Troisi            | Morbidelli | +1' 18" 4 | 5     |
| 7    | François Granon        | Morbidelli | +1' 28" 5 | 4     |
| 8    | Hans Müller            | MBA        | +1' 44" 2 | 3     |
| 9    | Jean-Paul Magnoni      | Morbidelli | +1 giro   | 2     |
| 10   | Patrick Plisson        | Morbidelli | +1 giro   | 1     |
| 11   | Bennie Wilbers         | Morbidelli | +1 giro   |       |
| 12   | Hugo Vignetti          | Morbidelli | +1 giro   |       |
| 13   | Enrico Cereda          | Morbidelli | +1 giro   |       |
| 14   | Jan Huberts            | MBA        | +1 giro   |       |
| 15   | D. Abreu               | Honda      | +3 giri   |       |
| 16   | Roy Garnett            | Morbidelli | +3 giri   |       |
| 17   | A. Sciacca             | Morbidelli | +4 giri   |       |

### Ritirati
| Pilota                       | Moto       | Motivo ritiro |
| ---------------------------- | ---------- | ------------- |
| Rafael Olavarria             | Morbidelli |               |
| Fernando González De Nicolás | Yamaha     |               |
| Gianpaolo Marchetti          | MBA        |               |
| Francisco Incorvaia          | Morbidelli |               |
| J.C. Jurado                  | Morbidelli |               |
| Gerhard Vogt                 | Bender     |               |
| Ivan Palazzese               | MBA        |               |
| Per-Edvard Carlsson          | MBA        |               |

### Non partiti
| Pilota            | Moto       |
| ----------------- | ---------- |
| Eugenio Lazzarini | Morbidelli |